# José Maximiliano Alfonso de Rosenzweig Díaz
José Maximiliano Alfonso de Rosenzweig Díaz (Toluca, Estado de México, 2 de enero de 1886 - Ciudad de México, 1963) fue un diplomático mexicano.

## Carrera diplomática
Comenzó sus actividades en el Servicio Exterior Mexicano en 1907 como empleado del Consulado de México en San Luis, Misuri y como secretario de las legaciones en China, Guatemala y Brasil. De 1922 a 1925, fungió como Encargado de negocios de las embajadas en Colombia, los Países Bajos, Bélgica y el Reino Unido. En 1927 fue nombrado Jefe de Protocolo de la Secretaría de Relaciones Exteriores. Posteriormente, fue enviado extraordinario y ministro plenipotenciario de México ante El Salvador (1931-1932), Suecia (1934-1935), Uruguay y Paraguay (1935-1936), Bolivia (1935-1938), Panamá (1938-1941) y Venezuela (1941) y enviado, elevado a rango de embajador, de México ante el Reino Unido (1942-1946). Como Embajador, representó al gobierno de México ante Francia (1946-1947), Nicaragua (1948-1953) y la Unión Soviética (1953-1959).
En 1945, representó a México en la Primera Asamblea de las Naciones Unidas, la Conferencia del Consejo de Seguridad de las Naciones Unidas, la reunión de la Administración de las Naciones Unidas para el Auxilio y la Rehabilitación (UNRRA) en Londres y la Conferencia de Paz en París en 1946.[cita requerida]

## Familia y fallecimiento
Falleció en 1963, en la Ciudad de México. Fue hijo de Ferdinand Edler von Rosenzweig y de Eudosia Díaz Hinojosa y nieto de Ferdinand von Rosenzweig así como del presidente municipal de toluca Ramón Díaz Hinojosa. Casó con Elisa Azmitia Toriello, tuvo a Alfonso de Rosenzweig-Díaz Azmitia y a Roberto de Rosenzweig-Díaz Azmitia, quienes también se desempeñaron en el ámbito diplomático.[cita requerida]